# Stephanía Stegman
Stephanía Sofía Vázquez Stegman (n. Asunción, Paraguay, 1992) es una modelo y reina de belleza paraguaya ganadora del título Miss Supranacional 2015 en Polonia.
Adicionalmente, Vázquez también ganó el título de Miss Internacional Paraguay 2011, representó a Paraguay en el Miss Internacional 2011, y fue segunda finalista en el certamen Reina Hispanoamericana 2012.

## Inicios
A los 12 años, fue descubierta en la sala de espera de un sanatorio por Paola Hermann, una modelo de larga trayectoria y dueña de una de las mejores agencias del país. Desde ese día, la carrera de Stegman iba en ascenso, hasta convertirse en una de las modelos paraguayas más reconocidas a nivel internacional.

### Miss Universo Paraguay 2011
En el 2011, Stegman decide aplicar al casting de preselección para el Miss Universo Paraguay de ese año quedando entre las 18 candidatas oficiales de este certamen.
El 23 de junio del corriente año se lleva a cabo la gala final de este evento con la elección de cuatro reinas que representarían al Paraguay en concursos internacionales (Miss Universo, Miss Mundo, Miss Internacional y Miss Tierra), donde Stegman quedó como Miss Internacional Paraguay.

### Miss Internacional 2011
Tras haber ganado el título de Miss Internacional Paraguay, Stephanía viajó a China para participar en la 51.ª edición de Miss Internacional. En la noche final, la ecuatoriana Fernanda Cornejo resultó ganadora, sin embargo Stephanía no llegó a clasificar.

### Reina Hispanoamericana 2012
Stegman fue designada por Promociones Gloria para representar a su país en el concurso Reina Hispanoamericana 2012 llevado a cabo en la ciudad boliviana de Santa Cruz.
El 25 de octubre de 2012, se llevó a cabo la gala final de este evento, donde Stephanía fue la segunda finalista, también obtuvo el título de Miss Fotogénica y Chica Amazonas.

### Miss Supranacional 2015
En el año 2015, Paraguay decide enviar a Stephanía como su representante al Miss Supranacional de ese año. El evento se llevó a cabo el 4 de diciembre en la ciudad de Krynica-Zdrój de Polonia donde Stephanía logró coronarse Miss Supranacional 2015. Durante su reinado Stephanía logró viajar a múltiples países, entre ellos Polonia, Bolivia, Ecuador, Colombia, Francia, Estados Unidos, Birmania e India.